# Неоламаркізм
Неоламаркізм — сукупність різнорідних еволюційних поглядів, що розвивають ті чи інші ідеї ламаркізму. Загальним для неоламаркістських ідей є заперечення як єдиної формотворної ролі природного відбору і визнання успадкування набутих ознак.
За багатьма найважливішими питаннями еволюційної теорії положення дарвінізму і неоламаркізму прямо протилежні. Наприклад, найменшою одиницею (носієм) еволюційного процесу в дарвінізмі вважається місцева популяція, здатна бути полем діяльності природного відбору, а в ламаркізмі — кожна окрема особина. Дарвінізм розрізняє мінливість і процес еволюції, а ламаркізм ототожнює їх. Рушійною силою еволюції, згідно з дарвінізмом, є суперечлива взаємодія багатьох тенденцій, що реалізовується в процесі відбору, а згідно з ламаркізмом — спрямована дія чинників середовища (ектогенез) або внутрішніх факторів (автогенез), безпосередньо приводить до пристосування. Дарвінізм встановив нерівномірність темпів еволюції, а ламаркізм стверджував, що еволюційний процес прямо пропорційний часу. Протилежні позиції дарвінізму і ламаркизму також і по ряду інших питань, наприклад, про основні напрямки та шляхи еволюції і т. д.
Неоламаркізм, на відміну від дарвінізму, — напрямок збірний; він включав самі різні течії: 1) механоламаркізм, що зводив весь процес еволюційного розвитку до прямого пристосування і спадковості набутих ознак; 2) ортоламаркізм, односторонньо використав факт спрямованості еволюційного процесу для затвердження ніби він завжди прямолінійний і спочатку запрограмований (тобто зумовлений). Ортоламаркізм визнавав рушійною силою еволюції якісь невідомі «філетичні закони зростання» (Т. Еймер), або ж «закон внутрішнього прагнення до прогресу» (А. Годрі), тобто автогенетичні і телеологічні принципи; 3) психоламаркізм, що висував як ведучу або навіть єдину причину еволюції активність або розумність поведінки тварин, психіку, пам'ять або навіть чисто містичні чинники на зразок «клітинної душі» або «життєвого пориву» (Р. Земон, А. Паулі, Г. Дріш та ін.).
Механоламаркізм заснувало декілька вчених. Проте його головним зачинателем заведено вважати Г. Спенсера. У 1864 р. Спенсер опублікував роботу «Підстави біології», в якій він трактував еволюційний процес як пристосувальні зміни організмів, що йдуть під впливом як прямого урівноваження організму із середовищем-(«пряме пристосування»), так і непрямого — через природний відбір, або, за дуже вдалим висловом автора, «переживання найбільш пристосованого». Ці два типи урівноваження в концепції Спенсера нерівноцінні. Головним типом він вважав пряме пристосування до мінливих факторів зовнішнього середовища. Ніякої творчої ролі відбір в еволюції, на думку Спенсера, не грає. Пізніше він виразив своє розуміння сутності еволюційного процесу у статті «Недостатність природного відбору» (1893), а також у роботі «Фактори органічної еволюції» (1896). Не розглядаючи інших сторін еволюційних поглядів Спенсера (принципи диференціації та інтеграції і т.і.), відзначимо, що його доктрина про два способи «урівноваження» на перший погляд здається досить близькою поглядам на причини еволюції не тільки Е. Геккеля, але навіть самого Ч. Дарвіна, особливо висловленим ним у 70-ті роки. Насправді ж це зовсім не так, оскільки Спенсер відкидав провідну роль природного добору і по суті зводив процес еволюції до все наростаючого значення прямого пристосування.
Засновником неоламаркізму в цілому був американський палеонтолог Е. Коп. В одній зі своїх основних робіт «Первинні фактори органічної еволюції» (1896) він розглядав еволюційний процес як результат дії трьох груп факторів: фізіогенезу (прямого пристосування), кінетогенезу (пристосування шляхом вправляння або не вправляння органів) і батмогенезу (впливу особливою філогенетичної «сили росту» або «батмізму»). Рушійним початком прогресивної еволюції, за Копом, виступає «батмічна» сила, яка в конкретних еволюційних ситуаціях оформляється кінетогенетично (переважно у тварин) або фізіогенетично (більш характерно для рослин).
Багатопричинність еволюції в концепції Копа лише удавана; фактично її основою є фактор нематеріальної природи — «видовий батмізм». Природний відбір в концепції Копа зовсім не є фактором еволюції. Він не вбачає у ньому причину «виникнення найбільш пристосованого». Відбір тільки елімінує нежиттєздатні варіації і проявляється переважно в процесах вимирання.
Прикладом іншої спроби модернізації ідей Ламарка можуть служити погляди К. Негелі, що розроблялися ним упродовж 1865–1884 рр. Не заперечуючи існування природного добору («принципу корисності»), Негелі в ранніх роботах обмежував сферу його дії тільки фізіологічними ознаками. Морфологічні ж ознаки, що становлять основу організації, еволюціонують, на його думку, на основі внутрішнього «принципу вдосконалення». Ґрунтуючись на цьому, Негелі вперше розмежував поняття про «організаційні» і «пристосувальні» ознаки, але він занадто сильно протиставив ці поняття і, врешті-решт, повністю відірвав їх одне від одного. Висунувши ідею про двоїсту природу законів еволюції, Негелі по суті повторив одне з положень Ламарка. У пізній роботі «Механіко-фізіологічна теорія еволюції» (1884) дарвінівським принципам Негелі відводить вже третьорядне місце, пояснюючи ними лише причини вимирання. Еволюцію пристосувальних ознак, які приурочувалися ним до трофоплазми (тобто до соми), він став пояснювати тепер не відбором, а вродженою здатністю організмів доцільно реагувати на зовнішні впливи. Так виникає система неспадкових пристосувальних ознак, названих Негелі модифікаціями. Еволюцію ж організаційних ознак, пов'язаних з ідіоплазмою (зародкова плазма, або спадкова основа), він як і раніше продовжував пояснювати дією закону «прагнення до вдосконалення». Якщо в ранніх роботах основу дії цього закону Негелі вважав невідомою, то тепер, відповідаючи на звинувачення в містицизмі, він став зближувати його з механізмом дії «фізичного закону інерції».
Необхідно відзначити, що спроби модернізації теорії Ламарка, зроблені Копом та Негелі, не призвели до подолання основних недоліків ламаркізму: вони як і раніше ґрунтувалися на прийнятті телеологічної ідеї про внутрішнє прагнення до досконалості, на відриві «пристосувальних» змін від «організаційних», на зведенні еволюційного процесу до спадкової мінливості окремих організмів.
В останній третині XIX століття було зроблено спроби експериментально перевірити можливість еволюції шляхом прямого пристосування на основі успадкування набутих ознак. Багато біологів отримали дані, як ніби свідчили на користь принципу успадкування. Наприклад, виховуючи лялечок метелика-кропив'янки (Araschnia levana і A. prorsa) при різній температурі, Г. Дорфмейстер (1864) отримував різні забарвлення метеликів, що зустрічаються в природі, і на цій підставі робив механоламаркістські висновки. З'явилися роботи В. І. Шманкевича (1875) і К. Земпера (1880), що містили експериментальні дані, які, на думку їхніх авторів, говорили на користь успадкування видових ознак. У рачка Artemia salina при переміщенні в солонішу воду змінилася форма хвостового членика, і число щетинок на хвості так, що він набув схожість з видом A. muhlhausenii, що живе в солонішій воді; при розвитку ж у прісній воді A. salina придбала навіть схожість з видом іншого роду — Branchipus stagnalis (відмінності в розмірах тіла, у формі вусиків і задніх сегментів). Перевірка, цих дослідів, проведена Н. С. Гаєвською, похитнула висновки Шманкевича.
Безліч цікавих даних щодо морфогенної ролі факторів середовища було отримано експериментальною морфологією рослин, основи якої заклали роботи професора Казанського університету М. Ф. Леваковського (1871). У Франції склалася сильна школа ботаніків, очолювана Г. Боньє (Костанта, Лотельє, Массарі). Широку популярність здобули досліди Боньє (1895) з перенесенням десятків видів рослин з рівнин в альпійські умови. На висоті 2300 м деякі види сильно модифікувалися, набуваючи ознаки, характерні для гірських видів.
Так, звичайний яловець (Juniperus communis L.) зовні змінився у бік гірського карликового виду (J. nana Wild.), f хлопавка (Silene inflata Sm.) з околиць Парижа — у бік гірського виду (S. alpina Thomas). Позитивною стороною подібних дослідів було те, що вони відкривали можливість широкого впливу на організм в період його індивідуального розвитку, але переконливого доказу наявності прямого пристосування спадкового характеру вони дати не могли.
У цьому ж напрямі велися роботи по отриманню форм, стійких до отрут, до високих температур, до сухості повітря тощо Для цього їх виховували у відповідних середовищах.
У 1871 р. Ф. Гальтон поставив досліди з переливанням крові від чорних кроликів до білих і навпаки. Результати дослідів показали що переливання крові не позначається на спадковості. Гальтон зробив висновок про відсутність успадкування набутих властивостей.
Серед механоламаркістів було багато вчених, які не протиставляли ідею прямого пристосування принципам відбору. Так, ботанік Р. Веттштейн пояснював походження сезонного диморфізму у рослин то відбором рас, то прямим пристосуванням. Прихильники ж іншої гілки механоламаркізму активно боролися з дарвінізмом, протиставляючи пряме пристосування природному відбору як альтернативу.

## Ресурси Інтернету
- История биологии. От древнейших времен до наших дней
- Северинов К. Наследственность у бактерий: от Ламарка к Дарвину и обратно
- Наследование приобретенных признаков
- Стил Э., Линдли Р., Бландэн Р. Что, если Ламарк прав? Иммуногенетика и эволюция М.: Мир, 2002.